# Майнрад I (Хоенцолерн-Зигмаринген)
Майнрад I фон Хоенцолерн-Зигмаринген (на немски: Meinrad I von Hohenzollern-Sigmaringen; * 1605 в Мюнхен; † 30 януари 1681 в Зигмаринген) от швабската линия на Хоенцолерните е княз на Хоенцолерн-Зигмаринген (1638 – 1681) и граф на Хоенцолерн-Хайгерлох (1638 – 1681).
Той е син на княз Йохан фон Хоенцолерн-Зигмаринген (1578 – 1638) и графиня Йохана фон Хоенцолерн-Хехинген (1581 – 1634), дъщеря на граф Айтел Фридрих IV фон Хоенцолерн-Хехинген и графиня Сибила фон Цимерн-Мьоскирх.
На 17 години принц Майнрад I служи в баварската войска. Майнрад I умира на 30 януари 1681 г. в Зигмаринген е погребан в Зигмаринген.

## Фамилия
Майнрад I се жени на 7 май 1635 г. в Браунау за графиня Анна Мария фон Тьоринг-Зеефелд (* 1613; † 12 февруари 1682 в Зигмаринген), дъщеря на граф Фердинанд I фон Тьоринг-Зеефелд (1583 – 1622) и Рената фон Шварценберг-Хоенландсберг (1589 – 1639). Те имат децата:
- Максимилиан I (1636 – 1689), княз на Хоенцолерн-Зигмаринген, женен на 12 януари 1666 г. за графиня Мария Клара фон Берг-с'Хееренберг (1644 – 1715)
- Йохан Карл (1637 – 1637)
- Мария Анна (1638 – 1638)
- Фердинанд Франц (1639 – 1662), убит при лов
- Мария Йохана (1640 – 1707), приорес в манастир Инцигкофен
- Майнрад (1641 – 1642)
- Христоф (*/† 1642)
- Мария Магдалена (1643 – 1643)
- Игнац (1643 – 1643)
- Мария Менодора (1644 – 1644), монахиня
- Мария Катарина (*/† 1645)
- Мария Терезия (1647 – 1647)
- Йохан Майнрад (1648 – 1648)
- Мария Франциска (1649 – 1712), приорес в манастир Инцигкофен
- син (*/† 1650)
- Йохан Феликс (1651 – 1651)
- Анна Мария (1654 – 1678), омъжена на 13 юли 1672 г. за граф Антон Евзебиус фон Кьонигсег-Аулендорф (1639 – 1692)
- син (*/† 1655)
- Франц Антон (1657 – 1702), граф на Хоенцолерн-Хайгерлох, женен на 5 февруари 1687 г. за Мария Анна Евзебия, графиня фон Кьонигсег-Аулендорф (1670 – 1716), дъщеря на граф Антон Евзебиус фон Кьонигсег-Аулендорф (1639 – 1692)